# 丹吉爾國際區
丹吉爾國際區，是一個以摩洛哥海岸城市丹吉爾為中心的373平方公里（144平方英里）國際區。最先在法國和西班牙的保護下，然後由法國、西班牙和後來的葡萄牙、意大利、比利時、荷蘭、瑞典、美國和英國共同管理，從1924年開始存在，直到1956年重新融入獨立的摩洛哥。
儘管摩洛哥國王保留了對該地區的名義主權和對當地居民的管轄權，但該地區仍根據《丹吉爾議定書》進行管理。
在1939年，丹吉爾國際區的人口約為60,000，而到1950年則為150,000。

## 歷史
為了解決法國、西班牙和英國在丹吉爾控制權方面的分歧，根據1923年12月18日在巴黎簽署的一項國際公約，在1924年將丹吉爾定為中立非軍事區。儘管在協議上出現了一些分歧，但在1924年5月14日在巴黎交換了批准書。該公約於1928年進行了修訂，意大利，葡萄牙和比利時政府於1928年加入了該公約，荷蘭政府於1929年加入了該公約。
該區域擁有自己任命的國際立法議會，該議會受由比利時，法國，英國，義大利，荷蘭，葡萄牙和西班牙的領事組成的控制委員會監督。行政權歸屬行政長官，司法權由五名法官組成的法院管轄，分別由比利時，英國，西班牙，法國和意大利政府任命。由於設立了國際法院，歐洲各大國撤回了以前在這裡行使的領事裁判權。
該區在寬容，文化多樣性，宗教信仰和波希米亞主義方面享有盛譽。它成為西方國家的文學巨匠和男同性戀者的旅遊熱點。
1940年6月14日，西班牙軍隊佔領了丹吉爾，同一天巴黎沦陷於德軍之手。儘管作家拉斐爾·桑切斯·馬薩斯和其他西班牙民族主義者呼籲吞併，但法國認為佔領只是一種戰時臨時措施。丹吉爾於1940年11月23日被吞併入西屬摩洛哥。
丹吉爾於1945年10月11日恢復到戰前地位。1952年7月，在拉巴特舉行會議，討論了該區的未來，並同意廢除該區。1956年摩洛哥恢復完全主權之後，丹吉爾重新併入摩洛哥。